# 近藤達生
近藤 達生（こんどう たつお、1948年10月18日 - ）は、日本の実業家。元NTN代表取締役社長。

## 人物・経歴
三重県出身。1973年早稲田大学商学部商学科卒業、エヌ・テー・エヌ東洋ベアリング（現NTN）入社。2007年NTN代表取締役社長。2008年健康上の理由で辞任し鈴木泰信が復帰。2009年DMG森精機専務取締役。2010年DMG森精機取締役副社長。2011年DMG森精機代表取締役副社長。2017年DMG森精機監査役。